# Marcin Held
Marcin Held (født 18. januar 1992 i Tychy i Polen), er en polsk MMA-udøver som fra 2016-2018 konkurrerede i organisationen Ultimate Fighting Championship (UFC). Held har tidligere konkurreret i Bellator MMA.

## Baggrund
Held begyndte at træne Brasiliansk Jiu-jitsu i en alder af 9 og fik sort bælte i en alder af 21, hvor han blev den yngste med sorte bælte i Polen. Held er kendt for at have vundet adskillige Brasiliansk Jiu-jitsu og wrestling-turneringer i sit hjemland. Selvom han kæmper i letvægt har han udtrykt interesse i at kæmpe i fjervægt hvis den rette kamp skulle være der.

### Bellator MMA
Den 14. oktober, skrev Held kontrakt med Bellator MMA og konkurrerede i deres 4. sæsons letvægtsturnering . Han mødte bryderen Michael Chandler i kvartfinalerne på Bellator 36. Han tabte via via arm-triangle choke submission i 1. omgang.
Held mødte Phillipe Nover på Bellator 59. Han vandt kampen via split decision (29–28, 29–28, 29–28). Sherdog.com scorede kampen 29-28 ril Nover.
Held mødte Murad Machaev i den indledende runde i Bellator Season 7 Lightweight Tournament Quarterfinal den 19. oktober, 2012 til Bellator 77. Han vandt kampen via enstemmig afgørelse. Han mødte Rich Clementi i semifinalerne den 16. november, 2012 til Bellator 81 og vandt via submission i 1. omgang.
Held skulle have mødt Dave Jansen i Season Seven Tournament Final til Bellator 84 men Held kunne ikke få adgang til Horseshoe casino, i Hammond, Indiana i USA, hvor begivenheden fandt sted da han kun var 20 år gammel og derfor blev kampen skubbet til Bellator Fighting Championships: Season Eight.
Kampen mod Jansen fandt sted den 21. marts, 2013 på Bellator 93. Held tabte kampen via enstemmig afgørelse.
Held kom tilbage med KO-sejr i 1. omgang mod Ryan Healy på Bellator 101.

### Ultimate Fighting Championship
Den 30. august, 2016 skrev Held officielt kontrakt med UFC.
Held fik sin UFC-debut mod UFC-veteranen Diego Sanchez den 5. november, 2016 på The Ultimate Fighter Latin America 3 Finale. Selvom han havde succes med sin boksning og forsøgte sig med submissions, tabte Held kampen via enstemmig afgørelse.
Held mødte herefter Joe Lauzon den 15. januar, 2017 på UFC Fight Night: Rodríguez vs. Penn. Han tabte kampen via en kontroversiel split decision, hvor selv hans modstander Lauzon sagde at han følte at han selv tabte kampen. Likewise, 16 out of 17 media pundits scored the bout for Held; the lone holdout scored the fight a draw.
Held mødte herefter dansk-bosniske Damir Hadzovic den 28. maj, 2017 på UFC Fight Night: Gustafsson vs. Teixeira. Efter effektivt at have vundet de 2 første omgange, tabte han kampen via knockout i de første sekunder i 3. omgang, da Hadzovic ramte ham med et knæspark i hovedet, efter at at Held havde forsøgt sig med et takedown.
Held skulle have mødt Teemu Packalen den 21. oktober, 2017 på UFC Fight Night: Cowboy vs. Till. Teemu beskadede sit knæ og blev erstattet af Nasrat Haqparast. Held vandt kampen via enstemmig afgørelse og fik hermed sin første UFC-sejr.

### Absolute Championship Berkut
Efter at være blevet løsladt af UFC, underskrev Held kontrakt med Absolute Championship Berkut og mødte Callan Potter i sin debut på ACB 88. Held vandt kampen via submission i 1. omgang.

## Mesterskaber og hæder

### MMA
- Mixed Martial Arts Challengers
  - MMA Challengers 2 letvægt-turneringsvinder
- Bellator MMA
  - Bellator sæson 10 letvægt-turneringsvinder
  - Bellator sæson 7 letvægts-turneringsvinder

### Submission wresting
- ADCC Submission Wrestling World Championship
  - 2011 ADCC Submission Wrestling polsk-guldvinder
  - 2010 ADCC Submission Wrestling europæisk-sølvinder
- International Federation of Associated Wrestling Styles
  - 2011 FILA Grappling European Championships Senior No-Gi guldvinder
  - 2010 FILA Grappling World Championships Senior Gi sølv-vinder
- Polaris
  - 2018 Polaris 6 - Defeated Chris Fishgold by Armbar

### Brazilian Jiu-Jitsu
- International Brazilian Jiu-Jitsu Federation
  - 2010 IBJJF European Open Jiu-Jitsu Championships Purple Belt guldvinder
- Federation International of Jiu-Jitsu Association
  - 2012 FIJJA World Professional Jiu-Jitsu Cup Warsaw Trials Absolute Brown/sort bælte 2. plads
  - 2012 FIJJA World Professional Jiu-Jitsu Cup Warsaw Trials Brown/sort bælte 3. plads

### Pankration
- International Brazilian Jiu-Jitsu Federation
  - 2010 FILA Pankration World Championships Senior sølvvinder